# Chanson triste (Debussy)
Pour les articles homonymes, voir Chanson triste.
Chanson triste, ou Le Matelot qui tombe à l'eau, est une mélodie pour voix et piano de Claude Debussy composée en 1881 ou 1882 sur un poème de Maurice Bouchor.

## Présentation
Chanson triste, ou Le Matelot qui tombe à l'eau, est composé fin 1881 ou début 1882 sur un texte de Maurice Bouchor extrait du recueil Les Poèmes de l'amour et de la mer (Paris, Charpentier, 1876, La Fleur des eaux),.
L'incipit de l'œuvre est : « On entend un chant sur l'eau dans la brune ».
La pièce, qui fait 14 mesures, est la plus courte des mélodies de Debussy, et la seule destinée à une voix d'homme. Musicalement, la mélodie « offre avec sa teinte pentatonique un modèle de concision et se termine sur un intervalle de seconde majeure « ironique » en écho aux quelques notes que l'« on entend traîner sur l'eau » ».
La partition est publiée pour la première fois par Durand en 2012 (éd. Denis Herlin, recueil « Quatre nouvelles mélodies », avec L'Archet, Romance (Non, les baisers d'amour) et Les Elfes).
La durée moyenne d'exécution de la pièce est d'un peu plus d'une minute, environ.
Dans le catalogue des œuvres du compositeur établi par le musicologue François Lesure, Chanson triste porte le numéro L 24 (47).

## Discographie
- Debussy Songs vol. 3, Jonathan McGovern (en) (baryton), Malcolm Martineau (piano), Hyperion Records CDA68016, 2014.
- Claude Debussy : intégrale des mélodies, 4 CD, Liliana Faraon et Magali Léger (sopranos), Marie-Ange Todorovitch (mezzo-soprano), Gilles Ragon (ténor), François Le Roux (baryton), Jean-Louis Haguenauer (piano), Ligia Digital, 2014[5],[6].
- Claude Debussy : The complete works, CD 19, Natalie Dessay (soprano), Philippe Cassard (piano), Warner Classics, 2018[7].